# Smeringopus rubrotinctus
Smeringopus rubrotinctus is een spinnensoort uit de familie trilspinnen (Pholcidae). De soort komt voor in Centraal-Afrika.